# Festival Internacional de Cinema de Sant Sebastià 1993
La 41a edició del Festival Internacional de Cinema de Sant Sebastià va tenir lloc entre el 16 i el 25 de setembre de 1993. El Festival s'ha consolidat a la màxima categoria A (festival competitiu no especialitzat) de la FIAPF.

## Desenvolupament
El festival fou inaugurat pel nou delegat Manuel Pérez Estremera (nomenat el desembre de 1992) el 16 de setembre amb la projecció fora de concurs de The Firm i fou clausurat el dia 26 de setembre amb En la línia de foc. Destacà la major projecció de pel·lícules espanyoles respecte l'anterior festival. Van assistir a la inauguració Sydney Pollack i Cybill Shepherd. El dia 17 es van projectar Tafelspitz i Sara i el 18 Huevos de oro, alhora que visitava el festival Robert Mitchum, guardonat enguany amb el Premi Donostia. El 19 es van projectar Tombés du ciel i Manhattan by Numbers, alhora que Angela Bassett visitava el festival per presentar What's Love Got to Do with It, biopic de Tina Turner. El 20 es van projectar Madregilda i Dunkle schatten der angst de la secció oficial, El mariachi el Zabaltegi i Tango feroz: la leyenda de Tanguito als Nous realitzadors. El 21 es van projectar Principio y fin se la secció oficial i Jardines colgantes de la Zabaltegi. El 22 es van projectar Dollar Mambo i El aliento del diablo, de la secció oficial, La Ruby al paradís de la Zabaltegi, i fora de concurs, Misteriós assassinat a Manhattan. També va visitar el festival John Malkovich. El 23 es van projectar Just Friends i Pamiętnik znaleziony w garbie de la secció oficial, i a la Zabaltegi es va fer un homenatge a Pedro Almodóvar projectant Folle... folle... fólleme Tim!, el seu primer llargmetratge inèdit, i alguns fragments de la seva nova pel·lícula Kika. El 24 es van projectar Yueh kuang shao nien i The Harvest, alhora que el Victoria Eugenia Antzokia hagué de ser desallotjat per una falta amenaça de bomba. El 25 es van entregar els premis.

## Jurat oficial
- Vicente Aranda
- Fabiano Canosa
- Edward Dmytryk
- Dieter Kosslick
- Gregory Nava
- José María Otero
- Silvia Pinal

## Pel·lícules exhibides

### Secció oficial
- Dollar Mambo de Paul Leduc[15]
- Dunkle schatten der angst de Konstantin Schmidt
- El aliento del diablo de Paco Lucio
- Fényérzékeny történet de Pál Erdõss
- Huevos de oro de Bigas Luna
- En la línia de foc de Wolfgang Petersen (fora de concurs)
- Just Friends de Marc-Henri Wajnberg
- Madregilda de Francisco Regueiro
- Manhattan by Numbers d'Amir Naderi
- Misteriós assassinat a Manhattan de Woody Allen (fora de concurs)
- Pamiętnik znaleziony w garbie de Jan Kidawa-Błoński
- Principio y fin d'Arturo Ripstein
- Sara de Dariush Mehrjui
- Tafelspitz de Xaver Schwarzenberger
- The Firm de Sydney Pollack (fora de concurs)
- The Harvest de David Marconi
- Tombés du ciel de Philippe Lioret
- Yueh kuang shao nien de Yu Weinen

### Zabaltegi (zona oberta)
- Achtundzwanzichtausend Wünsche de Dirk Schäfer
- Cronos de Guillermo del Toro
- El mariachi de Robert Rodriguez
- Folle... folle... fólleme Tim! de Pedro Almodovar
- The Wedding Banquet d'Ang Lee
- Il giovane Mussolini de Gianluigi Calderone
- Jardines colgantes de Pablo Llorca
- Moi Ivan, toi Abraham de Yolande Zauberman
- Mùi đu đủ xanh de Trần Anh Hùng
- Naked de Mike Leigh
- Neues Deutschland de Philip Gröning, Uwe Janson, Gerd Kroske, Dani Levy i Maris Pfeiffer
- One false move de Carl Franklin
- Point de départ de Robert Kramer
- Ripa ruostuu de Christian Lindblad
- La Ruby al paradís de Victor Nuñez
- Tectonic Plates de Peter Mettler
- L'edat de la innocència de Martin Scorsese
- Le tombeau d'Alexandre de Chris Marker
- The Wrong Man de Jim McBride
- Un, deux, trois, soleil de Bertrand Blier
- Uridre Ilgureojin Youngung de Chong Won Park

### Zabaltegi (Nous realitzadors)
- As an eilean de Mike Alexander
- Qīngshàonián Nézhā de Tsai Ming-liang
- Combination Platter de Tony Chan
- Golem ba'maagal d'Aner Preminger
- La gente de La Universal de Felipe Aljure
- Urte ilunak d'Arantxa Lazkano
- Perdido por perdido d'Alberto Lecchi
- Tango feroz: la leyenda de Tanguito de Marcelo Piñeyro
- Un muro de silencio de Lita Stantic
- Zhao Le (For fun) de Ning Ying

### Retrospectives
Les retrospectives d'aquest any són: una dedicada a William A. Wellman (amb Wings, The Public Enemy, Westward the Women i Lafayette Escadrille), "Els millors 100 anys" (28 pel·lícules de William Dieterle, Harold Lloyd o José Buchs) i "Cinema xicano".

## Palmarès
Els premis atorgats en aquesta edició foren:
- Conquilla d'Or a la millor pel·lícula (200.000 ecus): 
  - Principio y fin d'Arturo Ripstein 
  - Sara de Dariush Mehrjui
- Premi Especial del Jurat: Huevos de oro de Bigas Luna
- Menció especial del Jurat: El aliento del diablo de Paco Lucio
- Conquilla de Plata al millor director: Philippe Lioret per Tombés du ciel
- Conquilla de Plata a la millor actriu: Niki Karimi per Sara de Dariush Mehrjui
- Conquilla de Plata al millor actor: Juan Echanove, per Madregilda de Francisco Regueiro
- Premi Euskalmedia per Nous Realitzadors (45.000 dòlars): Zhao Le (For fun) de Ning Ying
- Premi Donostia: Robert Mitchum